# ホルスト・アデマイト
ホルスト・アデマイト（ドイツ語: Horst Ademeit、1912年2月8日 - 1944年8月7日）は、ドイツの空軍軍人。最終階級は空軍少佐。第二次世界大戦では総撃墜数166機を記録したエース・パイロットであり、その戦功から柏葉付騎士鉄十字章を受章した。

## 経歴

### 前半生
1912年2月8日にドイツ帝国・プロイセン王国ヴロツワフに生まれたアデマイトは、ケーニヒスベルク大学へ進学した。また、化学系はベルリン工科大学やブラウンシュヴァイク工科大学で学び、卒業に際して学位記が交付された。
1936年8月1日にドイツ国防軍空軍へ入隊し、1938年12月9日には予備役の士官候補生となった。

### 第二次世界大戦
1940年春、伍長だったアデマイトはドイツ空軍第54戦闘航空団(JG54)第3中隊へ配属され、バトル・オブ・ブリテンに参戦した。1940年9月18日に初撃墜を記録するが、その後チャンネル諸島上空で搭乗機が撃墜された。しかし彼は自力で脱出し、ゼーノートディーンストに救助され、無傷で済んでいる。
1941年6月のバルバロッサ作戦により、アデマイトはJG54第I飛行隊として独ソ戦に参戦した。その後驚異的なスピードで撃墜数を伸ばしていき、1944年1月15日に通算撃墜数100機を記録した。1944年2月4日にはJG54第I飛行隊の飛行隊長に就任している。
1944年8月7日、フォッケウルフ Fw190 A-5で飛行中、ソ連の攻撃機Il-2に遭遇した。アデマイトは離脱を図ったが、その後消息が途絶えた。
第二次世界大戦を通し、アデマイトは総出撃数600回以上、総撃墜数166機を記録し、死後少佐へと昇進した。

## 叙勲
- 鉄十字章
  - 二級鉄十字勲章1939年章 (1940年9月7日)[4]
  - 一級鉄十字勲章1939年章 (1941年9月5日)[4]
- 空軍前線飛行章
  - ペナント付き黄金空軍前線飛行章
- 空軍名誉杯 (1941年12月8日)[3][5]
- ドイツ十字章
  - ドイツ十字章金章 (1942年2月25日)[6]
- 騎士鉄十字章
  - 騎士鉄十字章 (1943年4月16日)[7][8]
  - 柏葉付騎士鉄十字章 (1944年3月2日)[7][9]